# 888

## Починали
- 13 януари – Карл Дебели, франкски император